# Università del Nuovo Galles del Sud
L'Università del Nuovo Galles del Sud (in inglese University of New South Wales, abbreviata in UNSW) è un’università statale australiana.
Il rettorato e campus principale si trovano a Sydney, capitale del Nuovo Galles del Sud, circa 7 km a sud est del centro della città.
Fu fondata nel 1949 come New South Wales University of Technology ed attualmente è frequentata da oltre 50.000 studenti di vari paesi del mondo.
Fa parte del cosiddetto "Gruppo degli Otto", un consorzio delle otto principali università australiane.
Gode di una reputazione particolarmente alta nel campo delle scienze ingegneristiche. Secondo un'indagine del Times Higher Education Supplement (THES), la UNSW è una delle migliori 20 università del mondo in questo settore. Il corso di Master of Business Administration (MBA) dell'università è classificato al 39º posto. Nel suo complesso l'università è stata collocata dal THES al 41º posto al mondo e al 61º posto da Newsweek.